# 佛羅里達堂區
佛羅里達堂區位於密西西比河東側，是美國路易斯安那州東南部的八個堂區。
佛羅里達堂區是18世紀和19世紀初所謂的西佛羅里達之一部分。與該州大部分地區不同，該地區不屬於1803年美國從法國手中購買之路易斯安那州的範圍，該購買計劃適用於密西西比河以西的領土。佛羅里達堂區首先由法國人定居，法國在七年戰爭中戰敗後於1763年將佛羅里達堂區割讓給英國。美國獨立戰爭後，英國與西班牙交換了北美洲以外的領土。該地區於1812年被美國收購，並與新的路易斯安那州合併。